# Antef III.
Antef III., auch Anjotef, Intef oder Jnj-jtj.f ist der Eigenname eines altägyptischen Königs (Pharaos) der 11. Dynastie (Mittleres Reich), welcher etwa von 2072 bis 2064 v. Chr. in Oberägypten regierte.

## Herkunft und Familie
Antef III. ist der Sohn von Antef II. und einer Neferu. Seine Gemahlin war Jaah, die Mutter seines Nachfolgers Mentuhotep II.

## Regierungszeit
Auf Grund der langen Regentschaft seines Vaters (Stele des Tjetji) kam Antef III. wahrscheinlich erst im hohen Alter an die Macht. Dem Turiner Königspapyrus zufolge regierte er nur ca. acht Jahre. Zur Politik in seiner Regierungszeit gibt es kaum Hinweise. Von seiner Herkunft und Resten einer zweiten Stele kann vielleicht geschlossen werden, dass entweder Antef III. oder aber Mentuhotep II. in seinen ersten Regierungsjahren die Herrschaft bis zum 16. oberägyptischen Gau ausdehnte. Von besonderer Bedeutung war vermutlich die Versorgung mit Lebensmitteln in Oberägypten, wie es auf der Stele des Tjuti / Idinacht vermerkt ist.

## Bautätigkeiten
Antef III. wurde im Saff el-Baqar, einem Saff-Grab (Pfeilerfrontgrab), in el-Tarif bestattet und baute am Satis-Tempel auf Elephantine.